# فيلي هول
فيلي هول (بالنرويجية البوكمول: Willie Hoel)‏ هو ممثل نرويجي، ولد في 16 يونيو 1920 في كريستيانية في النرويج، وتوفي في 15 يونيو 1986 في أوسلو في النرويج.

## وصلات خارجية
- فيلي هول على موقع IMDb (الإنجليزية)
- فيلي هول على موقع قاعدة بيانات الأفلام السويدية (السويدية)
- فيلي هول على موقع قاعدة بيانات الفيلم (الإنجليزية)